# Вангел Голев
Вангел Костадинов Голев е български общественик от Македония.

## Биография
Вангел Голев е роден през 1902 година в ениджевардарското село Долно Куфалово, днес в Гърция. Завършва четвърто отделение в долнокуфаловското българско училище и подпомага дейността на ВМОРО. След 1924 година се заселва като бежанец в село Баня, а после се премества в село Равда, и става идеен водач на местните македонски младежки организации. След Деветнадесетомайския преврат от 1934 година му е поверена задачата да укрива Иван Михайлов, Менча Кърничева и Димитър Цилев, преди прехвърлянето им в Турция. Освен него в акцията участват Гошо Атанасов от Несебър, Васил Стумбов от Бургас, Мицо Мандулев с жена си и Тома Атанасов от Равда. След акцията заговорниците са разкрити и за 11 месеца Вангел Голев, Васил Стумбов и Гошо Атанасов лежат в Затвора в Бургас. В края на 30-те години на XX век Вангел Голев е избран за кмет на Равда, за общински съветник и училищен настоятел. След преврата от 1944 година се оттегля от политическа и обществена дейност. До края на живота си живее в село Равда. Умира на 19 февруари 1983 г. 